# Papyrus Egerton 2

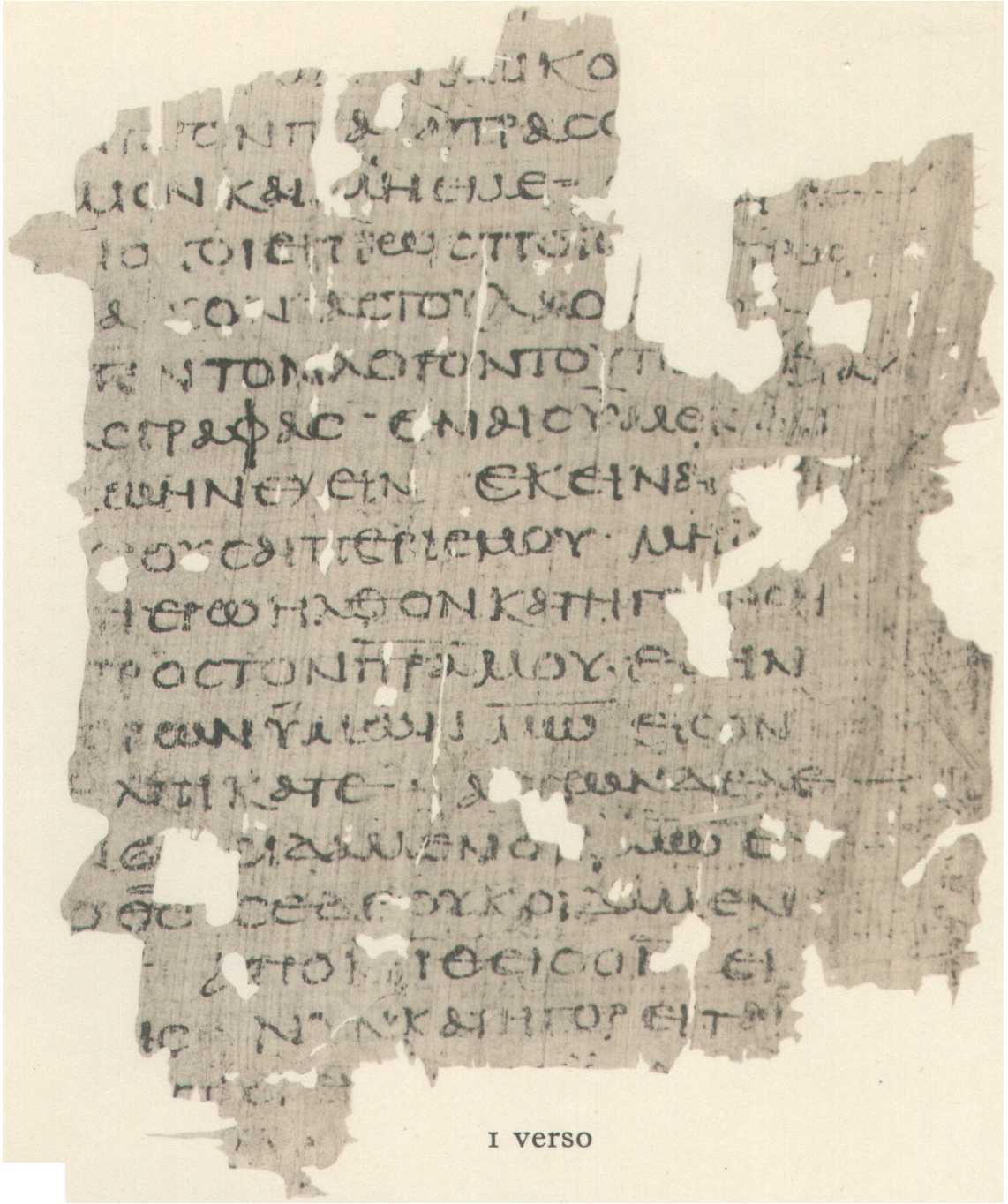
Verso von Fragment 1 des Papyrus Egerton 2, Britisches Museum

Der Papyrus Egerton 2 ist ein aus vier Fragmenten bestehender antiker Papyrus aus Mitte bis Ende des 2. Jahrhunderts in Codex-Form. Das winzige vierte Fragment weist nur einen einzigen Buchstaben aus und ist für die Rekonstruktion nutzlos. Er befindet sich unter der Signatur P.London.Christ. 1 im Britischen Museum. Die Schrift enthält vier bis fünf Episoden aus einem sonst unbekannten apokryphen Evangelium oder einer Sammlung von Jesus-Erzählungen.

## Herkunft und Datierung
Der Papyrus wurde in Ägypten gefunden und 1935 erstmals von dem Papyrologen Harold Idris Bell (1879–1967) und dem Bibliothekar Theodore Cressy Skeat (1907–2003) herausgegeben. Das Papyrusfragment Papyrus Köln VI 255 ist ein Teil derselben Handschrift und ergänzt das erste Fragment des Egerton-Papyrus. Es ermöglichte ein besseres Verständnis und eine verbesserte Übersetzung der auf den Fragmenten überlieferten Texte.
Der Fundort weist nicht notwendig darauf hin, dass der Text in Ägypten entstanden sein muss. Generell haben sich Papyri in Ägypten aufgrund der klimatischen Bedingungen weitaus besser erhalten als in anderen Gegenden des römischen Reiches, sie können aber an anderen Orten geschrieben oder aus anderen Quellen kopiert worden sein. Insgesamt belegen die ägyptischen Papyrifunde allerdings, dass Ägypten im 2. nachchristlichen Jahrhundert ein Brennpunkt der Produktion apokrypher Evangelien und Evangelienharmonien war.
Der Papyrus wird zumeist auf Mitte bis Ende des 2. Jahrhunderts datiert. John Dominic Crossan, der eine frühe und originäre Entstehung vertritt, nimmt als spätesten Abfassungstermin das Jahr 120 an. Klaus Berger und Kurt Erlemann vertreten eine sehr frühe Datierung auf ca. 75 n. Chr. Michael Gronewald, der das ergänzende Kölner Fragment publizierte, datiert die gesamte Handschrift aufgrund von Schriftmerkmalen erst ins 3. Jahrhundert nach Christus; auch Brent Nongbri nimmt eine Abfassung im späten 2. oder frühen 3. Jahrhundert an. Die in der Steuerfrage verwendete Anrede Jesu mit dem Wort „Rabbi“, das frühestens in den letzten Jahrzehnten des 1. Jahrhunderts im Judentum üblich und den Christen bekannt wurde, begrenzt den Entstehungshorizont nach unten. C. H. Dodd hielt diese Anrede allerdings bereits mit der Zerstörung Jerusalems im Jahre 70 für denkbar. Der Papyrus zählt auf jeden Fall zu den ältesten bekannten urchristlichen Handschriften.
Der Papyrus enthält Nomina sacra, wie sie aus dieser Zeit typisch für Bibelhandschriften und theologische Literatur sind. Sprachlich und inhaltlich ähnelt die erste Episode C. H. Dodd und Ernst Haenchen zufolge dem Stil des Johannesevangeliums, eine Einschätzung, die viele spätere Forscher übernahmen, die aber auch bestritten wurde. Sie enthält aber auch synoptische Merkmale. Papyrifunde belegen, dass das Johannesevangelium in Ägypten deutlich früher als in anderen christlichen Gemeinden besonders stark rezipiert wurde. Das zweite Fragment weist Parallelen mit synoptischer Überlieferung auf. Einige Wendungen in der Erzählung über die Lepraheilung verraten, dass der Verfasser nicht aus Palästina stammte bzw. mit den dortigen Verhältnissen nicht vertraut war. Man vermutet ihn im damaligen Syrien, Kleinasien oder Ägypten.

## Inhalt
Die ersten beiden Fragmente enthalten Bruchstücke von vier Texten:
- ein Streitgespräch mit Gesetzeskundigen und Obersten des jüdischen Volkes über einen angeblichen Gesetzesbruch Jesu. Es endet mit dem erfolglosen Versuch, ihn zu steinigen.
- die Heilung eines Leprakranken.
- den Versuch, Jesus mit der Steuerfrage zu provozieren (vgl. Mk 12,13-17 EU).
- ein Wunder Jesu am Jordan, das sonst nirgends überliefert ist. Hier ist das Fragment stark zerstört, so dass der Text kaum rekonstruierbar ist.

Das dritte, sehr kleine Fragment enthält nur wenige isolierte Worte und erlaubt keine Textrekonstruktion.

## Literarische Beurteilung
Der Text des Papyrus weist jeweils in bestimmten Aspekten Ähnlichkeiten mit Johannes sowie mit den synoptischen Evangelien auf. Die Gelehrten sind sich in der Beurteilung seines Verhältnisses zu den kanonischen Evangelien uneins und zerfallen grob in drei Gruppen. Die einen halten den Text für literarisch von neutestamentlichen Quellen abhängig; andere glauben, es handele sich um eine unabhängige, konkurrierende Überlieferung, die gleichzeitig mit den neutestamentlichen Quellen entstanden sein kann; und eine dritte Gruppe schätzt das Fragment für älter ein und hält es für möglich, dass Teile davon bei der Entstehung des Johannesevangeliums als Quelle herangezogen wurden.
- C. H. Dodd (A New Gospel, in New Testament Studies, Manchester 1953) hielt die erste Perikope für literarisch vom Johannesevangelium abhängig, während die übrigen Passagen aus mündlicher, vom NT unabhängiger Überlieferung stammten.
- Joachim Jeremias (Neutestamentliche Apokryphen, Tübingen 1987, S. 82–85) glaubte, der Autor habe alle vier Evangelien gekannt und frei aus dem Gedächtnis zitiert. Es könne sich um einen Auszug aus einem mit einer Passionserzählung abgeschlossenen Gesamtwerk handeln.
- John Dominic Crossan (Four other Gospels, Minneapolis 1985, S. 65–87) vertritt dagegen die Auffassung, zumindest die Perikope über die Steuerfrage sei älter als die Parallele Mk 12,13-17. Das Fragment sei daher unabhängig von der synoptischen Tradition entstanden und beweise, dass es zeitgleich dazu andere mündliche und schriftliche Überlieferung von Jesus gab.
- John P. Meier sieht gerade im Wortlaut der Steuerfrage Anhaltspunkte für eine abhängige Bildung (A Marginal Jew, New York 1991, S. 119–120). Der markinischen Formulierung der Frage, ob es erlaubt sei, „dem Caesar Kopfsteuer zu zahlen“ (Mk 13,14 EU), entspricht in der Egerton-Parallele: „an die Könige zu zahlen, was den Regierenden zukommt“. Diese abstrahierende Verallgemeinerung der an Jesus gerichteten Frage, deren konkreter Sitz im Leben hier eliminiert scheint, deute auf einen späteren Entstehungshintergrund. Dodds Erklärung zu den übrigen Stücken hält Meier prinzipiell für denkbar, letztlich aber nicht zu beweisen. Ob es sich um eigenständige Jesustraditionen handelt oder um freie Nacherzählungen des synoptischen Stoffs, lasse sich nicht mit hinreichender Sicherheit klären. Auch frei konstruierte Ergänzungen, wie sie aus anderen apokryphen Schriften bekannt sind, ließen sich denken.

### Ausgaben und Übersetzungen
- Harold Idris Bell, Theodore Cressy Skeat: Fragments of an Unknown Gospel. London 1935.
- Joachim Jeremias, Wilhelm Schneemelcher: Papyrus Egerton 2. In: Wilhelm Schneemelcher (Hrsg.): Neutestamentliche Apokryphen I: Evangelien. 6. Auflage, Tübingen 1987, S. 82–85 (deutsche Übersetzung und Einleitung).
- Klaus Berger, Christiane Nord: Das Neue Testament und frühchristliche Schriften. Frankfurt 1999, S. 671–672 (deutsche Übersetzung und Kommentierung).
- Stanley E. Porter: Der Papyrus Egerton 2 (P.Egerton 2/P.Lond.Christ 1). In: Christoph Markschies, Jens Schröter (Hrsg.): Antike christliche Apokryphen in deutscher Übersetzung, 1. Band: Evangelien und Verwandtes. Mohr Siebeck, Tübingen 2012, S. 360–365.
- Stanley E. Porter: Der Papyrus Köln VI 255 (P. Köln VI 355). In: Christoph Markschies, Jens Schröter (Hrsg.): Antike christliche Apokryphen in deutscher Übersetzung, 1. Band: Evangelien und Verwandtes. Mohr Siebeck, Tübingen 2012, S. 366–367.

### Sekundärliteratur
- Michael Gronewald: Unbekanntes Evangelium oder Evangelienharmonie (Fragment aus dem ‚Evangelium Egerton‘). In: ders. u. a. (Hrsg.): Kölner Papyri Band 6 (= Papyrologica Coloniensia Bd. 7). Westdeutscher Verlag, Leverkusen 1987, ISBN 3-531-09923-X, S. 136–145.
- Jon B. Daniels: The Egerton Gospel: Its Place in Early Christianity. Dissertation, The Claremont Graduate School, California. UMI, Ann Arbor 1989.
- Frederick F. Bruce: Egerton Papyrus 2, in: Ausserbiblische Zeugnisse über Jesus und das frühe Christentum. 3. Auflage, Brunnen Verlag, Gießen 1993, S. 146–149.
- Kurt Erlemann: Papyrus Egerton 2: “Missing Link” zwischen synoptischer und johanneischer Tradition, in: New Testament Studies 42 (1996), S. 12–34.
- Johannes B. Bauer: „Die Saat aufs Wasser geht auf“ – PEgerton 2 fr. 2 verso (Bell/Skeat), in: Zeitschrift für die neutestamentliche Wissenschaft 97 (2006), S. 280–282.
- Petr Pokorný, Ulrich Heckel: Einleitung in das Neue Testament. Seine Literatur und Theologie im Überblick. Mohr Siebeck, Tübingen 2007, S. 359–361. ISBN 978-3-16-148011-9
- Tobias Nicklas: Papyrus Egerton 2, in: Paul Foster (Hrsg.): The Non-Canonical Gospels.  T&T Clark, London 2008, S. 139–149.